# Pancho Segura

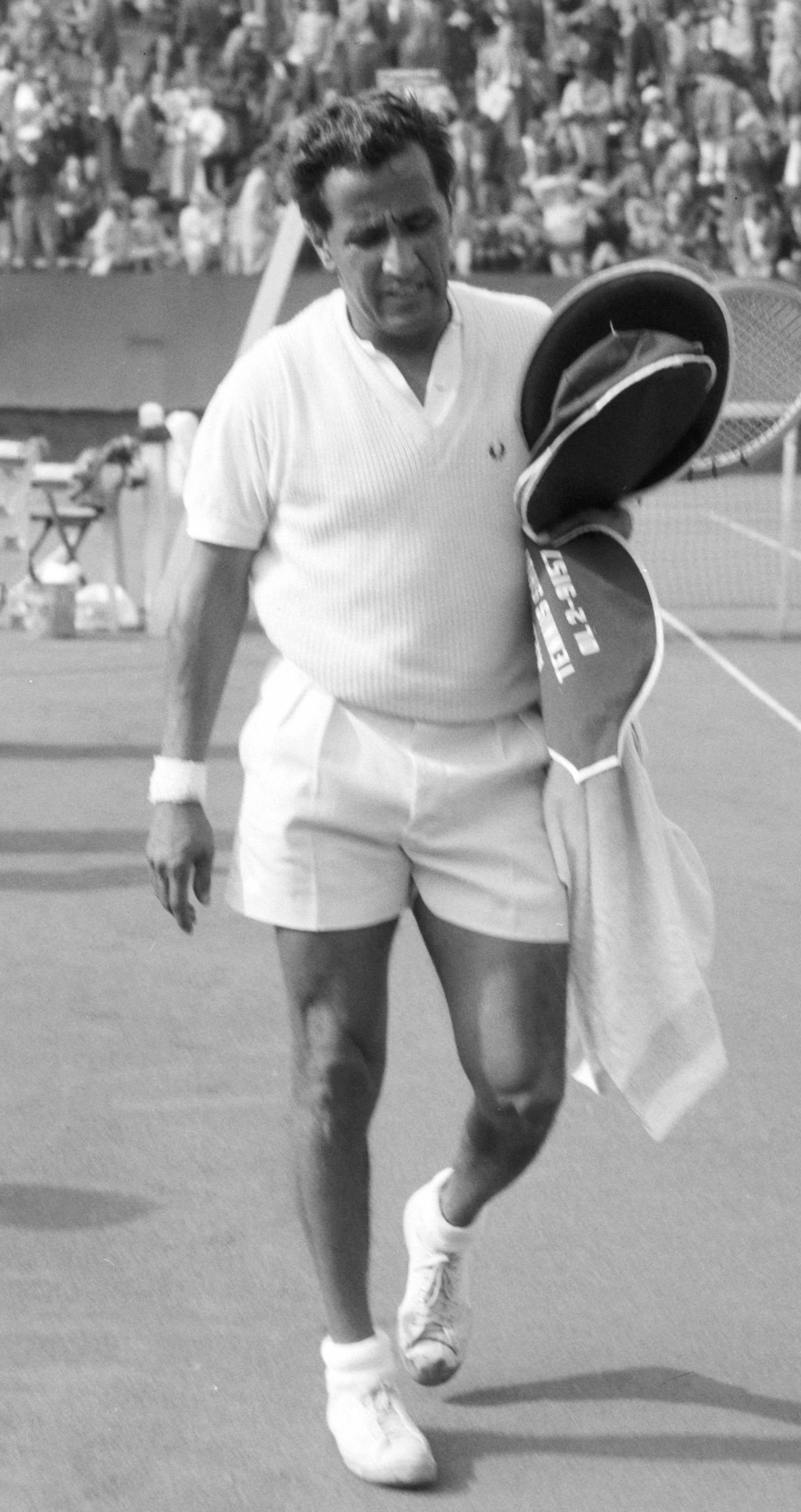
Pancho Segura, 1961.

Pancho Segura, fullständigt namn Francisco Olegario "Pancho" Segura, född 20 juni 1921 i Guayaquil, Ecuador, död 18 november 2017 i Carlsbad, Kalifornien, var en ecuadoriansk högerfattad professionell tennisspelare. 
Pancho Segura upptogs 1984 i International Tennis Hall of Fame.

## Tenniskarriären
Pancho Segura vann vid 17 års ålder (1938) de nationella mästerskapen i sitt hemland och ett antal andra sydamerikanska titlar. Han utvecklade sedan sitt spel under sin tid som stipendiat vid University of Miami och rankades 1942 som nummer 4 i USA. Det andra världskriget hindrade honom från turnerande utanför USA under första halvan av 1940-talet. I USA vann han 1943–1945 15 av 30 turneringar (107 av 122 matcher).
Bland meriterna under amatörperioden kan nämnas segern i US Intercollegiate Championships 1943–1945 (rekord) och Amerikanska inomhusmästerskapen 1946. Segura vann aldrig någon av de fyra Grand Slam-turneringarna men spelade i sju semifinaler i Amerikanska mästerskapen innan han blev professionell spelare 1947.
Som proffs hamnade han till en början i skuggan av sina samtida kollegor Jack Kramer och Pancho Gonzales. Han turnerade sedan under 2 årtionden och blev en av de stora mästarna. Han vann US Pro tre år i rad, 1950 (finalseger över Frank Kovacs) och 1951-52, båda gångerna efter finalseger över Pancho Gonzales. Han var i final ytterligare 4 gånger, senast 1962. Han nådde också finalen i Wembley World Pro vid 4 tillfällen, men vann inte någon titel. 
Segura deltog i herrdubbeln i Wimbledonmästerskapen 1968 tillsammans med Alex Olmedo. I andra omgången vann paret den längsta dubbelmatchen som spelats i turneringen, hela 94 game i mötet mot Abe Segal och Gordon Forbes (32-30, 5-7, 6-4, 6-4).

## Spelaren och personen
Pancho Segura är mest bekant för sina oortodoxa grundslag. Sin mycket kraftfulla forehand slog han med dubbelfattning. Han var kortväxt och påtagligt hjulbent till följd av rakitis i barndomen. Detta påverkade dock inte hans tennisspel, han rörde sig utomordentligt snabbt på banan. Han var godmodig till naturen och alltid publikfavorit.
Efter avslutad tävlingskarriär blev han professionell tränare i södra Kalifornien. Han tränade bland andra Jimmy Connors.  

## Titlar iProfessionella tennismästerskap
1950 : US Pro
1951 : US Pro
1952 : US Pro